# Iraki Kurdisztán
Iraki Kurdisztán, hivatalos nevén Kurdisztáni Autonóm Régió (kurdul: Herêma Kurdistanê, kurdul: هه‌رێمی کوردستان, arabul: إقليم كردستان) Irak autonóm régiója, mely azonban lényegében nincs az iraki kormány ellenőrzése alatt. A Dél-Kurdisztánnak is nevezett entitás saját parlamenttel, kormánnyal és hadsereggel rendelkezik.
Kurdisztán az 1991-es öbölháború óta bír de facto autonómiával, kitűzött célja azonban hosszú ideje a teljes függetlenség elérése. 2017. szeptember 25-én Iraki Kurdisztánban népszavazást tartottak a régió függetlenségről, amit azonban az iraki kormány nem ismert el és nemzetközi szinten kevés támogatást élvez. Iraki Kurdisztán számos, hivatalosan részét nem képező iraki területre igényt tart, melyek jelentős részét az Iszlám Állammal folytatott küzdelme során ellenőrzése alá vonta. A népszavazásra válaszul 2017 októberében azonban az iraki kormányerők újra visszavették a vitatott területek többsége feletti uralmukat.
Tényleges fővárosa Erbíl, saját alkotmánya szerinti de jure fővárosa az iraki kormány által visszafoglalt Kirkuk.

## Elnevezés
Hivatalos neve Kurdisztáni Autonóm Régió, leggyakrabban azonban Iraki Kurdisztánként említik. Gyakran csupán Kurdisztánként hivatkoznak rá, amit olykor a Dél-Kurdisztán elnevezéssel pontosítanak. A szomszédos államok Észak-Iraknak is hívják, így kikerülve kurd jellegének említését.

## Földrajz
Iraki Kurdisztán nagyrészt hegyvidékből áll. Ennek következtében jóval hűvösebb és csapadékosabb éghajlattal rendelkezik, mint Irak többi része, kedvező feltételeket biztosítva a mezőgazdasághoz. Legjelentősebb folyói a Tigris, a Nagy-Záb és a Kis-Záb, melyek azonban mind területén kívül erednek. Kurdisztán jelentősebb hegységei a Zagrosz és a Kandil. Legmagasabb pontja a Zagrosz-hegységben található Çîxî Derê 3611 méteres magasságával. A legnagyobb állóvize a Dukan-tó. Legnagyobb vízesése a Geli Ali Beg (Geliyê Elî Beg).

## Történelem
A mai Iraki Kurdisztán területén volt az ókori Asszíria központja. Később az újbabiloni és a perzsa birodalom, majd Nagy Sándor államának részét képezte. A térség a szír kereszténység centruma volt a 7. századi iszlám hódításig.
A kurdokat először az arab források említik meg a 7. században. Az iráni nyelvcsaládba tartozó kurdok őseiknek a perzsákkal rokon médeket tekintik, azonban erről nincs egyértelmű tudományos konszenzus. Feltehetően több nép is szerepet játszott a kurdok etnogenezisében.
Az Omajjád és Abbászida uralmat követően a térséget különböző mongol, iráni és török birodalmak birtokolták. Szaladin egyiptomi szultán, az Ajjúbida birodalom megalapítója kurd származású volt. A 16. századtól a mai Iraki Kurdisztán az Oszmán és a Szafavida birodalmak közti határrégió szerepét töltötte be, gyakran cserélve gazdát. A területen kifejlődő kurd fejedelemségek (Baban, Badinan, Soran) komoly önállósággal bírtak, az Oszmán Birodalom hűbéreseiként.
Az Oszmán Birodalom az első világháborút követő összeomlása után a Sèvres-i békeszerződés egy önálló kurd állam létrehozását helyezte kilátásba, amely a mai Iraki Kurdisztán mellett más kurd lakosságú területeket is magába foglalt volna. A török függetlenségi háború és a győztes antanthatalmak megváltozó álláspontja következtében azonban a terület Irak része lett.

### Irak részeként
A népszövetségi mandátum alapján brit ellenőrzés alatt álló Iraktól a kurdok több alkalommal is megkísérelték az elszakadást, azonban nem értek el sikert. A függetlenségi harc vezetésében domináns szerepet töltött be a Barzani klán.
1970-ben a Kurdisztáni Demokrata Párt (KDP) megállapodott a kurd autonómia feltételeiről az iraki kormánnyal, azonban ezek a későbbiekben csak részben valósultak meg. Az 1979-ben hatalomra került Szaddám Husszein rezsimje súlyos emberiesség elleni bűncselekményeket követett el a kurdokkal szemben az irak–iráni háború alatti kurd felkelés és az Anfal hadjárat során. A legalább 100 (más vélemények szerint 180) ezer civil áldozattal járó hadjáratot többen népirtásnak tekintik. A hadjárat legismertebb incidense az 1988-as halabdzsai gáztámadás, amelyben 5-10 ezer ember vesztette életét.
Az öbölháborút követően az iraki kurdok fellázadtak, védelmükre az USA, Nagy-Britannia és Franciaország egy repüléstilalmi zónát hozott létre a 36. szélességi foktól északra, elérve az iraki csapatok kivonulását. A blokád alatt álló Iraki Kurdisztánban demokratikus választásokat tartottak, azonban rövidesen polgárháború tört ki a Barzani-klán vezette Kurdisztáni Demokrata Párt (KDP) és a Talabani-nemzetség által dominált Kurdisztáni Hazafias Unió (PUK) között. 1998-ban a két fél békét kötött és megosztotta egymás között hatalmat. Jelenleg is ez a két párt dominálja Iraki Kurdisztán politikai életét.

### 21. század

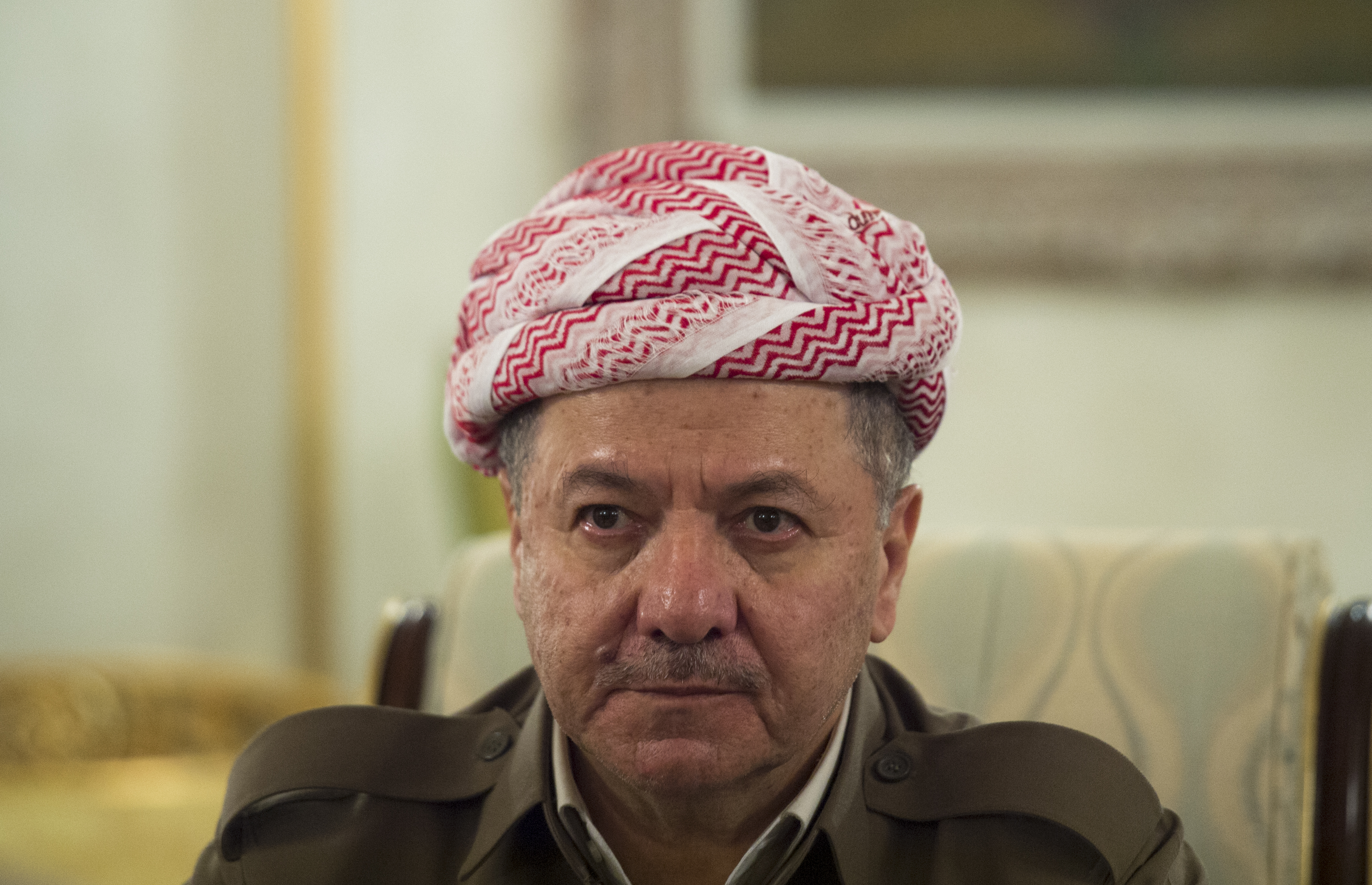
Maszúd Barzani, Iraki Kurdisztán elnöke 2005-2017 között

Az iraki háborúban a kurdok az USA vezette koalíció szövetségesei voltak és a megszállt országban pozícióik jelentősen megerősödtek. A 2005-ös iraki alkotmány az országot föderális jellegűnek tekinti, elismerve a kurd régió széles körű autonómiáját. Szemben az ország többi részével, Iraki Kurdisztánban stabil kormányzat alakult ki, az olajbevételekből pedig gazdasági fejlődés bontakozott ki.
Az önálló kurd hadsereg, a pesmergák korlátozott felszereltségük ellenére képesek voltak visszaverni az Iszlám Állam támadását, és számos kurdok, arabok és más kisebbségek által vegyesen lakott területet vontak ellenőrzésük alá (pl. Kirkuk). A meggyengült iraki állammal szemben a kurd kormány egyre hangosabban követeli a függetlenséget és a területi viták számukra kedvező rendezését.
2017 tavaszán úgy nyilatkozott az amerikai katonai hírszerzés (DIA) vezetője, Vincent Stewart altábornagy, hogy Kurdisztán függetlensége idő kérdése. Amennyiben az iraki és a kurd kormány nem egyeznek meg az új államok határaiban, olajkincseiben, annak újabb polgárháború lehet a vége. 2017 szeptemberében kötelező érvényű népszavazást tartottak Iraki Kurdisztán függetlenségéről. A népszavazást egyetlen állam sem támogatja. A népszavazás sikeres volt, a választáson a választásra jogosultak 72,16%-a jelent meg, és 93%-uk szavazott a függetlenségre.
A népszavazás után három héttel az iraki hadsereg visszafoglalta az olajban gazdag Kirkuk kormányzóságot. Ezzel szertefoszlott a függetlenség, hiszen a legfőbb bevételi forrását vesztette el Iraki Kurdisztán, az olajat. További probléma, hogy 2017. október 29-én lemondott Maszúd Barzani, a régió vezetője. Ráadásul nem tudni, ki fogja tudni átvenni a helyét. A kurdokat a belső ellentétek tovább fogják gyengíteni, így a függetlenséget továbbra sem fogják tudni kivívni.

## Politika

### Kormányzat
Iraki Kurdisztán hivatalosan parlamentáris demokrácia. A regionális parlamentet (KRG) közvetlenül választják, melyben továbbra is törzsi alapú pártok (PUK, PDK) dominálnak, azonban mára más politikai mozgalmak (Gorran - Változás) is megerősödtek.

### Külkapcsolatok
Iraki Kurdisztán számos állammal tart fenn valamilyen szintű diplomáciai kapcsolatot, hogy saját politikai és gazdasági érdekeit érvényesítse. Sok állam konzulátust, vagy más diplomáciai kirendeltséget tart fent Erbilben. A kurdok legfontosabb szövetségese az Amerikai Egyesült Államok, a legjelentősebb kereskedelmi partnere azonban Törökország.

### Hadsereg

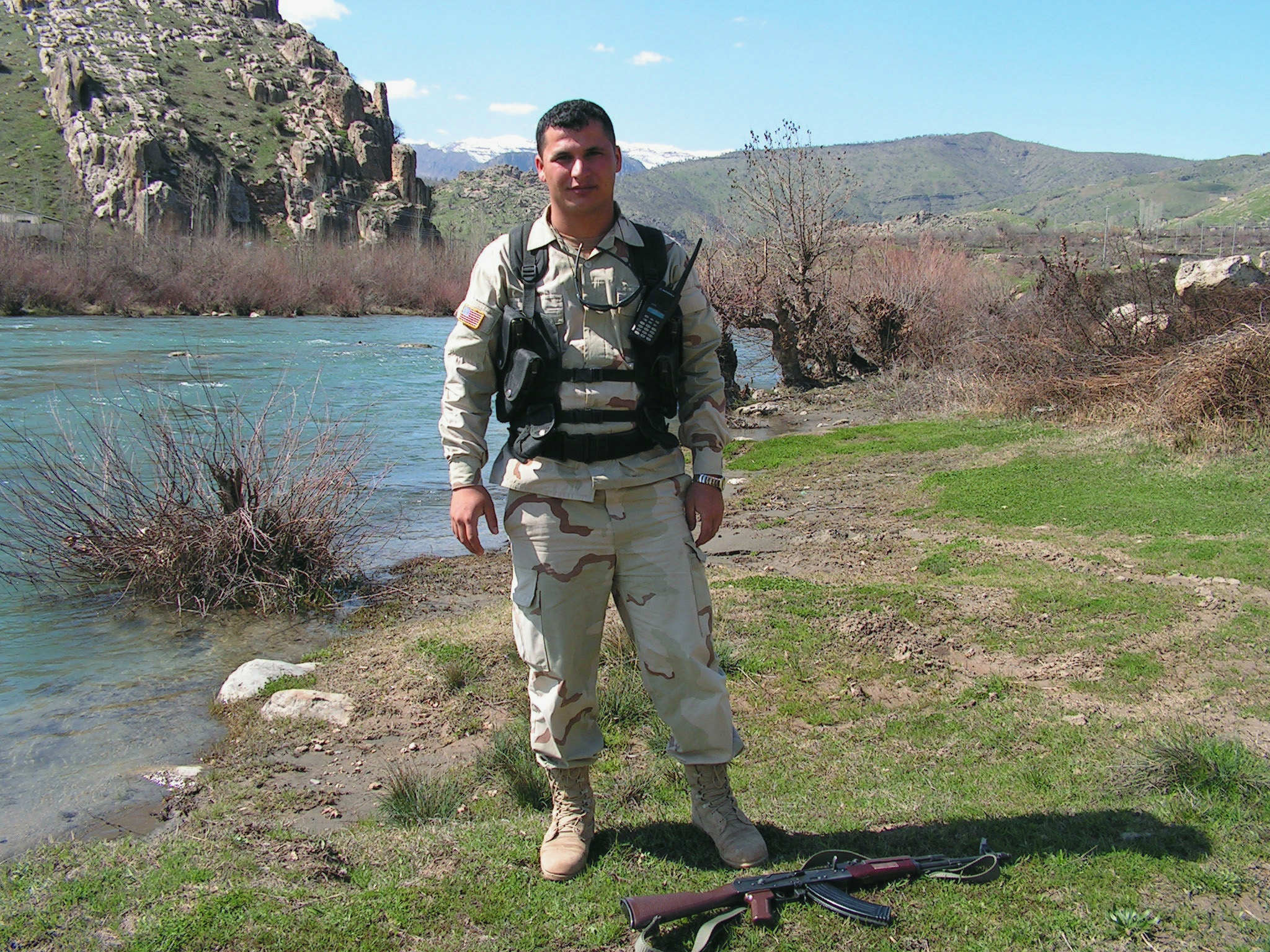
Pesmerga katona

A kurd tartomány nem rendelkezik valódi reguláris hadsereggel, mivel a Pesmergának (szó szerint "azok akik szembenéznek a halállal"), a kurd népvédelmi erőknek nincs hierarchikus vezetése. A különböző kurd erők az egyes politikai pártok ellenőrzése alatt állnak, azonban vannak kísérletek az egységes vezetés kialakítására. Az Iszlám Állammal való küzdelmet segítendő, számos állam küldött hadfelszerelést, illetve kiképző tiszteket a kurd erőknek.

## Közigazgatás

### Régiók

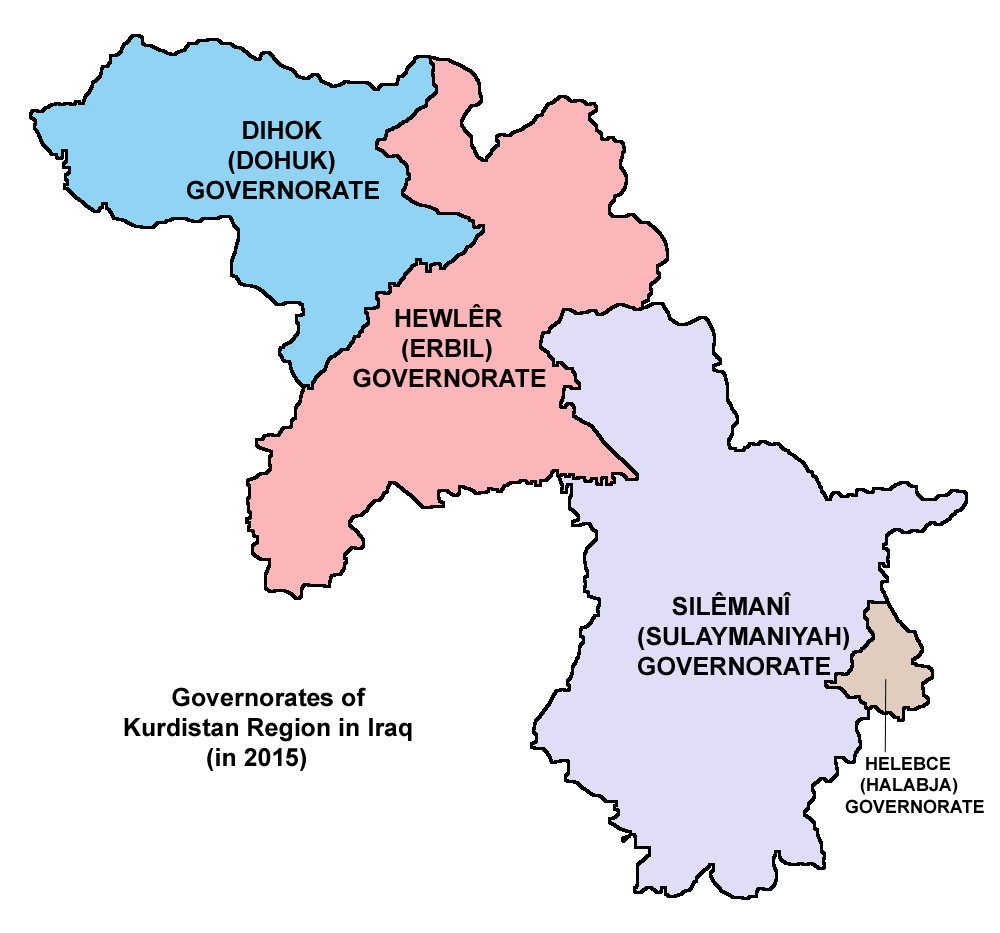
Kurdisztán kormányzóságai

Iraki Kurdisztán az iraki alkotmány szerint 3 kormányzóságból áll (Erbil, Szulejmánijja, Dahúk). A kurd regionális kormány azonban 2014-ben létrehozta Halabdzsa kormányzóságot Szulejmánijja egy kisebb részéből. Az elsősorban szimbolikus célt szolgáló átalakítás a sokat szenvedett Halabdzsa szerepét kívánja erősíteni. Az iraki kormány az új kormányzóság létrejöttét hivatalosan még nem hagyta jóvá.
Iraki Kurdisztán az Iszlám Állammal folytatott harca során számos általa magának követelt iraki területet is uralma alá vont, köztük Kirkuk várost és a hozzá tartozó kormányzóság felét, Ninive kormányzóság jelentős részét (köztük Szindzsárt), valamint Szaláh ad-Dín és Dijála kormányzóságok egy kisebb darabját. A 2017-es kurd függetlenségi népszavazást követően azonban az iraki kormányerők kiszorították a kurd erőket a vitattott területek többségéről.

### Főbb városok
Az iraki kurd uralom alatt álló legnagyobb városok listája:
| Erbíl          | 1 400 000 fő |
| Szulejmánnijja | 725 000 fő   |
| Dahúk          | 350 000 fő   |
| Ranya          | 200 836 fő   |

## Népesség
Mivel Irakban hosszú ideje nem tartottak népszámlálást, csupán becslések állnak rendelkezésre Iraki Kurdisztán népességéről és annak összetételéről. Az iraki kormány korábban igyekezett a kurdok létszámát alacsonynak beállítani, illetve a kurd többségű, de az autonóm Kurdisztánhoz hivatalosan nem tartozó területeket (pl. Kirkukot) elarabosítani, azonban mára a tendencia megfordult. Az iraki polgárháború következtében az elmúlt évtizedben több százezer iraki menekült kurd területekre, köztük keresztények és más vallási kisebbségek tagjai.
A kurd kormány szerint 2012-ben a hivatalosan Iraki Kurdisztánt képező négy kormányzóság (Erbil, Szulejmánijja, Dahúk, Halabdzsa) népessége 5,367 millió fő volt. Ebből 2,04 millió Erbil, 1,962 millió Szulejmánijja (beleértve Halabdzsa kormányzóságot) és 1,356 millió Dahúk kormányzóságokban élt.
Ehhez a vitatott területeken élőket is hozzáadva a népesség elérheti 8-9 milliót.

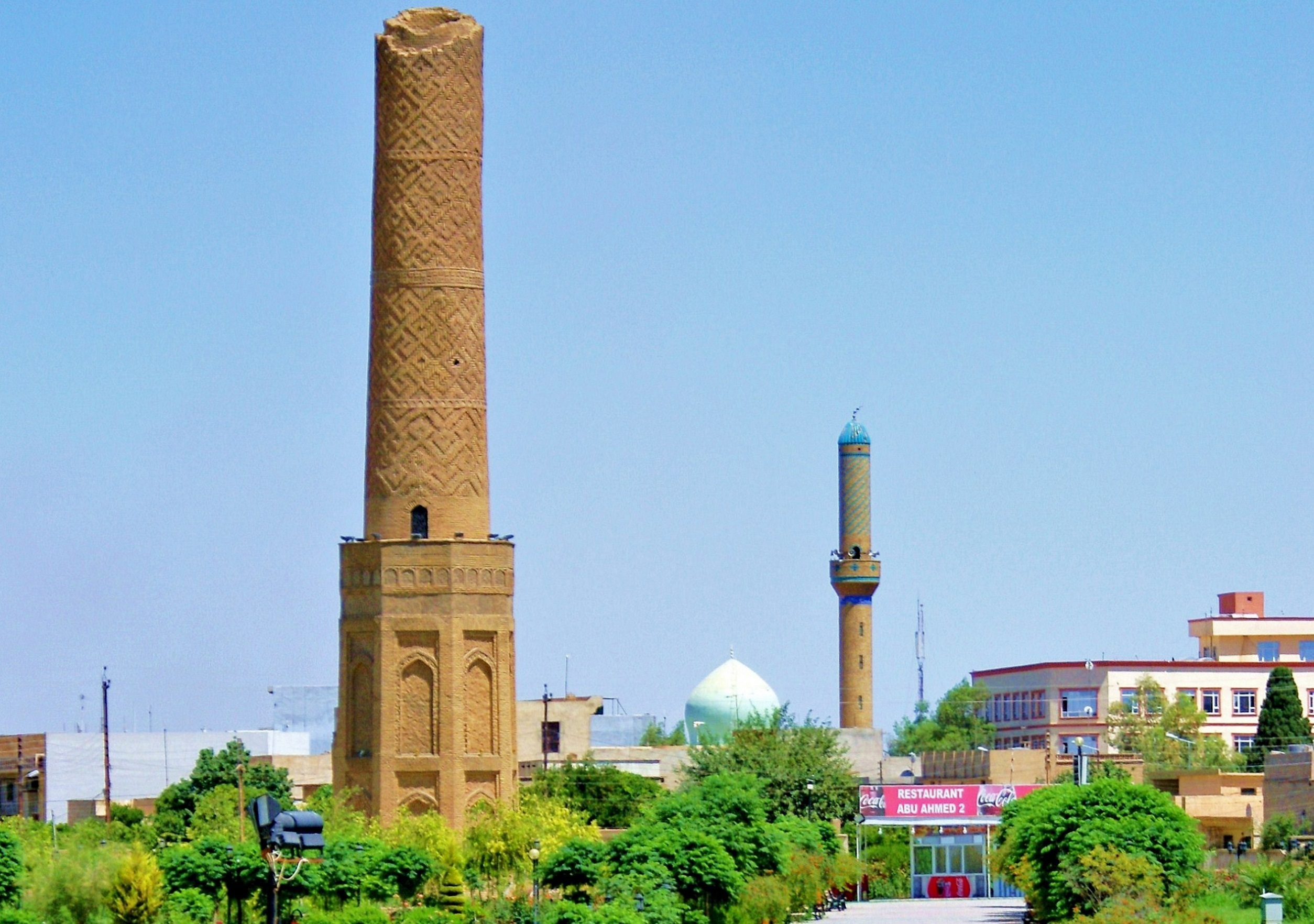
Erbil régi minarete

### Etnikai, nyelvi megoszlás
Iraki Kurdisztánt többségében kurdok lakják, akik több különböző nyelvjárást beszélnek. A legelterjedtebb a szoráni (közép-kurd) és a kurmandzsi (észak-kurd) nyelvjárás.
A kurdok mellett számottevő arab, türkmén, asszír, jezidi (bár őket gyakran a kurd nemzet részének tartják) és örmény kisebbség is él a területen.

### Vallási megoszlás
A kurdok és az arabok túlnyomó többsége szunnita (kb. 75%), de vannak síiták is (kb. 15%). Az asszírok és örmények keresztények. Az Iszlám Állam által meghurcolt jazidi vallási kisebbség a Szindzsár környékén él. Más vallási kisebbségek is fennmaradtak, köztük a mandeusok és a zoroasztriánusok, illetve a kaka'- és shabak-vallás követői. Irak több részéhez képest az eltérő vallásúak együttélése jóval harmonikusabb.

## Gazdaság

Kirkuk–Ceyhan olajvezeték, amin a kurd olajexport folyik

Iraki Kurdisztán gazdaságát az olajipar dominálja, de a mezőgazdaság és a szolgáltatások szerepe is számottevő. A relatív belső stabilitás következtében számottevő turizmussal is rendelkezik.
A 2014-től felére visszaeső olajár komoly gazdasági válságot okozott a kurdisztáni gazdaságban. További problémát jelent, hogy kurd regionális kormánynak elvben csak a bagdadi kormány hozzájárulásával szabadna olajat exportálnia (erre csak Törökország felé van lehetőség, ahova csővezetéken keresztül napi 600 000 hordónyi olajt küld), de ezt gyakran nem tartja be, így viszont olaját kénytelen kevesebb profittal értékesíteni. Számos olajipari vállalat folytat kutatást és kitermelést kurd területeken, köztük a Chevron, az Exxon Mobil, a Total és a MOL is. Becslések szerint Iraki Kurdisztán olajtartaléka 45 milliárd hordó, a teljes iraki olajvagyon negyede. A központi kormány és Kurdisztán közötti vitatott területek szintén olajban gazdagok, tovább nehezítve a két fél megegyezését.

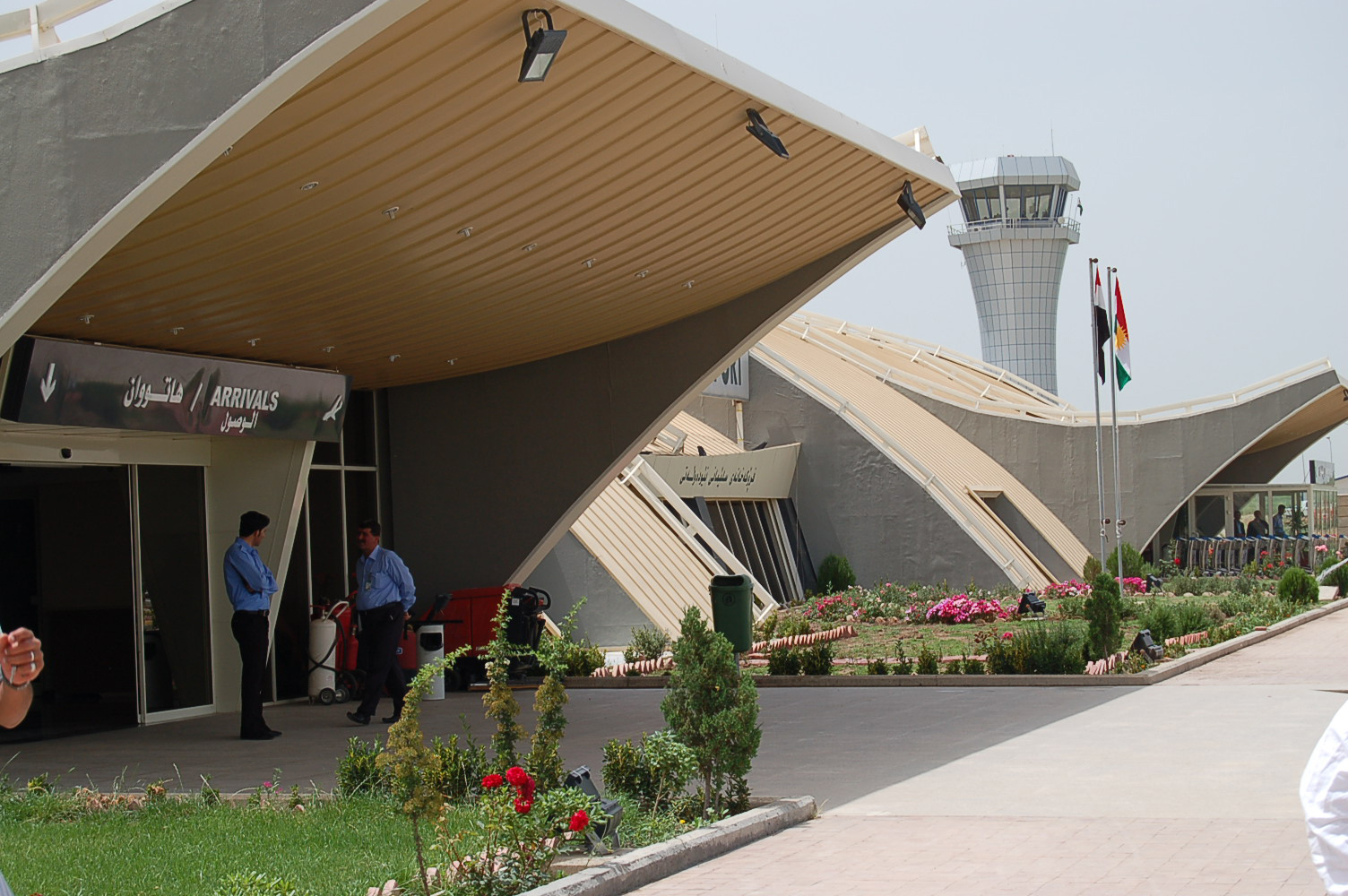
Szulejmánnija reptere 2007-ben

A kurdisztáni mezőgazdaság évezredes hagyományokra tekint vissza. A csapadékosabb éghajlat és a termékeny talaj ma is jó feltételeket biztosít a növénytermesztésnek és az állattartásnak. Kurdisztánban található Irak erdőterületének nagyobb része is.
Iraki Kurdisztán számottevő turizmussal rendelkezik. Az Európai Unió állampolgárai vízummentesen utazhatnak területére. A térség két nemzetközi reptere Erbilben és Szulejmánijjában található, napi kapcsolatot biztosítva közel-keleti és európai városokkal. A régió turizmusát az Iszlám Állam általi fenyegetettség megtépázta.

## Kultúra
Iraki Kurdisztán sokszínű kultúrával rendelkezik. A tradicionális társadalmak mellett jelen van a modern kultúra is. A szoráni és kurmandzsi nyelvjárások számottevő irodalommal rendelkeznek. Létezik kurd popzene is.